# Benjamin Starke
Benjamin Starke (ur. 25 listopada 1986 w Chociebużu) – niemiecki pływak, wicemistrz świata, uczestnik Igrzysk Olimpijskich.
Specjalizuje się w pływaniu stylem motylkowym. Największym jego sukcesem jest srebrny medal w mistrzostwach świata w Rzymie w 2009 roku w sztafecie 4 x 100 m stylem zmiennym oraz brązowy 2 lata później również w sztafecie zmiennistów.